# 山本千織
山本 千織（やまもと ちおり）は、東京・代々木上原で弁当店「chioben」を経営する料理人。
2011年の弁当店開店から瞬く間にその名が知られるようになり、雑誌『With』、『GINZA』、Elle online、東京ガスサイトなどで取り上げられ「chioben」も『装苑』など多くの媒体で紹介される。
北海道出身、大家族の中で小学生時代から台所に立っていた山本だが、札幌の美大に進み、卒業後は料理屋をしたり、絵画教室を開いたりしていた。友人の誘いもあり2011年に上京。代々木上原に開いた弁当店で出している弁当の味とユニークさでタレントなどの指名も多く、口コミとSNSで評判を博す。
弁当販売のほか、ケータリング、出張料理も行い、食に関するワークショップなども開催する。
2014年3月には著書『チオベン 見たことのない味 チオベンのお弁当』をマガジンハウスから出版。

## 著書
- 『チオベン 見たことのない味 チオベンのお弁当』マガジンハウス、2014年　ISBN 978-4838726523